# United Abominations
United Abominations (englisch für: „Vereinte Abscheulichkeiten“) ist das elfte Studioalbum der amerikanischen Metalband Megadeth. Es erschien im Mai 2007 bei Roadrunner Records. Es war das erste mit den Brüdern Shawn und Glen Drover sowie Bassist James LoMenzo. Es erhielt überwiegend gute Kritiken. In den USA erreichte es mit Platz acht die höchste Chartnotierung seit Youthanasia.

## Entstehung
Nach der Veröffentlichung des Vorgängeralbums The System Has Failed kamen Gitarrist Glen Drover (Eidolon) und nach einem kurzen Zwischenspiel mit dem früheren Schlagzeuger Nick Menza statt diesem Drovers Bruder Shawn in die Band. Bassist James McDonough von Iced Earth, der laut Dave Mustaine „nicht dazu“ passte, wurde 2006 durch James LoMenzo von Black Label Society ersetzt. Für United Abominations unterschrieben Megadeth bei Roadrunner, hatten aber Probleme, die Rechte von den vorherigen Plattenfirmen Sanctuary und Capitol zu bekommen. Als Produzent entschied sich Mustaine für Andy Sneap, mit dem er sich „glänzend verstanden“ habe.

## Musikstil
Dave Mustaine sagte zur musikalischen Ausrichtung, dass er „keine weitere aufgeblasene, große Rockscheibe machen“ wolle.

„Megadeth sind keine Rockband, sondern zwischen Speed- und Thrash Metal zu Hause, mit Fusion-, Jazz- und Klassik-Elementen. Ein klassischer Megadeth-Song hat gepfefferte Texte und Jazz-beeinflusste Solobreaks. Nun, warum gab es das einige Zeit nicht mehr? Es lag daran, dass das typische Hitschema dem entgegensteht.“

Hervorstechend auf dem Album ist das Stück À Tout le Monde (Set Me Free), das bereits auf Youthanasia erschien und als Duett mit Cristina Scabbia von Lacuna Coil neu eingespielt wurde.

## Songinhalte
Textlich bezeichnete Mustaine Amerikhastan als „Holy Wars Part 2“, inspiriert von der Fernsehserie 24 mit Kiefer Sutherland geht es um religiöse Vorurteile und die Befürchtung eines „Kampfes der Kulturen“. In Washington Is Next thematisierte Mustaine die „Tatsache, dass große Imperien zwangsläufig aufgrund ihrer unkontrollierbaren Größe irgendwann zusammenbrechen.“ Unter anderem in Anspielung auf den Titel, eine Abwandlung von „United Nations“, sagte Mustaine:

„Ob ich glaube, dass die Welt mächtige Probleme hat? Ja, das ist der Fall. Wo zum Teufel ist die UN? Warum gerät der Terrorismus so außer Kontrolle? Es war nie so schlimm wie jetzt.“

## Titelliste
1. Sleepwalker – 5:53
2. Washington Is Next! – 5:19
3. Never Walk Alone… A Call to Arms – 3:54
4. United Abominations – 5:35
5. Gears of War – 4:26
6. Blessed Are the Dead – 4:02
7. Play for Blood – 3:49
8. À Tout le Monde (Set Me Free) (featuring Cristina Scabbia) – 4:11
9. Amerikhastan – 3:43
10. You’re Dead – 3:18
11. Burnt Ice – 3:47

Alle Stücke wurden von Dave Mustaine geschrieben, nur bei Never Walk Alone… A Call to Arms war Glen Drover beteiligt. Auf der Japan-Version ist das Led-Zeppelin-Cover Out on the Tiles (Jimmy Page, Robert Plant, John Bonham, 4:03) enthalten. Eine Bonus-Version für Vorbestellungen enthielt das Stück Black Swan (4:04).

## Rezeption
Im Rock Hard wurde United Abominations von Holger Stratmann mit acht von zehn Punkten benotet. Er nannte das Album „eine verdammt laute Metal-Platte, die Spaß macht, Spielfreude demonstriert und durch die streitbaren Texte jede Menge Reibungsfläche erzeugt.“ Auch auf der Website allmusic.com erfuhr United Abominations Lob: Zwar habe die Band zu Zeiten von Risk die Spur verloren, aber mit diesem Album klängen Mustaine und Co. „wiedergeboren“. Die Bewertung lag bei dreieinhalb von fünf Sternen.

## Chartplatzierungen
| ChartsChartplatzierungen       | Höchstplatzierung | Wochen |
| ------------------------------ | ----------------- | ------ |
| Deutschland (GfK)              | 28 (3 Wo.)        | 3      |
| Österreich (Ö3)                | 17 (3 Wo.)        | 3      |
| Schweiz (IFPI)                 | 38 (2 Wo.)        | 2      |
| Vereinigtes Königreich (OCC)   | 23 (2 Wo.)        | 2      |
| Vereinigte Staaten (Billboard) | 8 (6 Wo.)         | 6      |